# Typhlops pusillus
Typhlops pusillus är en ormart som beskrevs av Barbour 1914. Typhlops pusillus ingår i släktet Typhlops och familjen maskormar. Inga underarter finns listade i Catalogue of Life.
Arten förekommer på ön Hispaniola i Västindien. Den lever i låglandet och i kulliga områden upp till 730 meter över havet. Habitatet utgörs av regnskogar, buskskogar vid havet, trädgårdar och annan kulturlandskap. Individerna gömmer sig ofta under stenar och träbitar eller under annan bråte.